# Gouvernement Pradales
Pays basque
Urkullu III 
Le gouvernement Pradales (en espagnol : Gobierno Pradales, en basque : Pradales Gobernua) est le gouvernement de la communauté autonome du Pays basque depuis le 25 juin 2024, durant la XIIIe législature du Parlement basque.
Il est dirigé par le nationaliste Imanol Pradales et formé après les élections régionales du 21 avril 2024. Il se compose de 15 conseillers, dont deux portent le titre de vice-président du gouvernement.
Majoritaire au Parlement, il est constitué d'une coalition entre le Parti nationaliste et le Parti socialiste.
Il succède au gouvernement Urkullu III, qui assumait la gestion des affaires courantes depuis les élections régionales.

## Historique du mandat
Le gouvernement est dirigé par le nouveau président du gouvernement nationaliste Imanol Pradales. Il est constitué d'une coalition centriste entre le Parti nationaliste basque (EAJ/PNV) et le Parti socialiste du Pays basque-Gauche basque-PSOE (PSE-EE-PSOE). Ensemble, ils disposent de 39 députés sur 75, soit 52 % des sièges du Parlement.
Il est formé à la suite des élections parlementaires du 21 avril 2024.
Il succède donc au gouvernement Urkullu III, constitué d'une coalition identique.

### Formation
Au cours du scrutin, le Parti nationaliste basque arrive en tête de quelques milliers de voix et à égalité en sièges avec la coalition de gauche abertzale Euskal Herria Bildu (EH Bildu). Chacun remporte 27 députés, soit quatre sièges de moins pour l'EAJ-PNV et une percée historique pour EH Bildu. Le Parti socialiste, avec qui il gouverne depuis huit ans, est pour sa part en progression avec 12 parlementaires, soit deux de plus, ce qui assure le maintien de la majorité absolue pour l'alliance au pouvoir.
L'EAJ-PNV et le PSE-EE-PSOE annoncent seulement trois jours après la tenue des élections leur intention d'ouvrir des discussions dans le but de reconduire leur entente, ce qui se produit effectivement le 29 avril suivant. Le 10 juin, ils font connaître la conclusion d'un accord. Il est ratifié le 17 juin par l'assemblée nationale du Parti nationaliste tandis que le Parti socialiste révèle qu'il a été approuvé à 96 % par référendum interne.
Le 20 juin, Imanol Pradales et le chef de file d'EH Bildu Pello Otxiandano soumettent tous deux leur candidature à la présidence du gouvernement autonome devant le Parlement. Après une journée de débat, Imanol Pradales est élu par 39 voix favorables, tandis que Pello Otxiandano en recueille 27. Au lendemain de l'investiture, le service public audiovisuel basque (EiTB) révèle que le gouvernement comptera 15 départements, soit quatre de plus que l'exécutif sortant, en raison de la redistribution de plusieurs domaines de compétences. Cela en fait le gouvernement basque le plus large de l'histoire de la communauté autonome.
Peu après avoir prêté serment, le nouveau lehendakari dévoile la composition de son gouvernement, qui compte deux vice-présidents. Les 15 membres de l'exécutif prêtent serment et entrent en fonction le 25 juin, après que leurs décrets de nomination ont été publiés au Journal officiel (BOPV).

## Composition
- Par rapport au gouvernement Urkullu III, les nouveaux conseillers sont indiqués en gras et ceux ayant changé d'attributions en italique.

| Fonction                                                                                        | Titulaire | Titulaire                   | Parti       |
| ----------------------------------------------------------------------------------------------- | --------- | --------------------------- | ----------- |
| Président du gouvernement                                                                       |           | Imanol Pradales Gil         | EAJ-PNV     |
| Première vice-présidente Conseillère à la Culture et à la Politique linguistique                |           | Ibone Bengoetxea Otaolea    | EAJ-PNV     |
| Second vice-président Conseiller à l'Économie, au Travail et à l'Emploi                         |           | Mikel Torres Lorenzo        | PSE-EE-PSOE |
| Conseiller au Trésor et aux Finances                                                            |           | Noël d'Anjou Olaizola       | Sans        |
| Conseillère à la Gouvernance, à l'Administration numérique et à l'Autogouvernement Porte-parole |           | Maria Ubarrechena Cid       | EAJ-PNV     |
| Conseiller à l'Industrie, à la Transition énergétique et à la Durabilité                        |           | Mikel Jauregi Letemendia    | EAJ-PNV     |
| Conseiller à la Sécurité                                                                        |           | Bingen Zupiria Gorostidi    | EAJ-PNV     |
| Conseillère à l'Éducation                                                                       |           | Begoña Pedrosa Lobato       | EAJ-PNV     |
| Conseiller au Logement et aux Programmes urbains                                                |           | Denis Itxaso González       | PSE-EE-PSOE |
| Conseiller à la Santé                                                                           |           | Alberto Martínez Ruiz       | EAJ-PNV     |
| Conseillère au Bien-être, à la Jeunesse et au Défi démographique                                |           | Nerea Melgosa Vega          | EAJ-PNV     |
| Conseillère à la Mobilité durable                                                               |           | Susana García Chueca        | PSE-EE-PSOE |
| Conseiller à la Science, à l'Enseignement supérieur et à l'Innovation                           |           | Juan Ignacio Pérez Iglesias | Sans        |
| Conseiller au Tourisme, au Commerce et à la Consommation                                        |           | Javier Hurtado Domínguez    | PSE-EE-PSOE |
| Conseillère à l'Alimentation, au Développement rural, à l'Agriculture et à la Pêche             |           | Amaia Barredo Martín        | EAJ-PNV     |
| Conseillère à la Justice et aux Droits humains                                                  |           | María Jesús San José López  | PSE-EE-PSOE |